# Яган-Докья
Яган-Докья — посёлок в Малопургинском районе Удмуртской Республики Российской Федерации. Административный центр Бурановского сельского поселения.

## География
Посёлок находится в южной части республики, в подзоне смешанных лесов, на берегу реки Яганка, на расстоянии 10 км к северо-востоку от села Малая Пурга, административного центра района, и 30 км к югу от города Ижевск, столицы республики.

### Климат
Климат характеризуется как умеренно континентальный, с продолжительной холодной многоснежной зимой и коротким относительно жарким летом. Средняя температура воздуха самого тёплого месяца (июля) — 18,9 °C; самого холодного (января) — −14,3 °C. Вегетационный период длится 160—170 дней. Среднегодовое количество атмосферных осадков составляет 538 мм, из которых 353 мм выпадает в период с апреля по октябрь. Снежный покров держится в течение 160—165 дней.

### Часовой пояс
Посёлок Яган-Докья, как и вся Удмуртия, находится в часовой зоне МСК+1. Смещение применяемого времени относительно UTC составляет +4:00.

## История
Впервые упоминается в 1710 году. По преданиям, посёлок основан выходцами из вавожского Докьявыла.

## Население
| 2010 | 2011  | 2012  |
| ---- | ----- | ----- |
| 1273 | ↗1311 | ↘1241 |

### Половой состав
Согласно результатам переписи 2002 года, в селе проживало 1285 человек (609 мужчин и 676 женщин).

### Национальный состав
Согласно результатам переписи 2002 года, в национальной структуре населения удмурты составляли 65 % из 1285 чел., русские — 32 %.

## Улицы
| - ул. Азина, - ул. Берёзовая, - ул. Бурановская, - ул. Восточная, - ул. Заречная, - пер. Зелёный, - ул. Комсомольская, | - ул. Набережная, - ул. Новая, - ул. Октябрьская, - ул. Первомайская, - ул. Пионерская, - ул. Подгорная, - ул. Прудовая, | - ул. Садовая, - ул. Советская, - пер. Советский, - ул. Совхозная, - ул. Трактовая, - ул. Школьная, - пер. Школьный. |

## Инфраструктура
В посёлке действуют основная средняя школа, участковая больница, клуб, библиотека.

## Транспорт
Остановка общественного транспорта «Яган-Докья».